# Butoniga (jezero)
Jezero Butoniga je akumulacijsko jezero u Istri, na istoimenoj rijeci. Osnovna mu je namjena vodoopskrba, a služi i za zadržavanje vodnih valova, te za navodnjavanje. Na jezeru nije dozvoljeno kupanje niti ribolov. U jezeru ima šarana, klena,štuke,smuđa i pastrve.

## Podatci
Jezero je sagrađeno 1988. godine. Glavni pritoci jezera su rijeka Butoniga, Dragućki i Račički potok.
Slijev jezera Butonige nalazi se na nadmorskoj visini između 40 i 500 metara. Površina slijeva je 73 km2. Površina jezera pri normalnom usporu je 2,45 km2. Obujam akumulacije je 19,7 milijuna m3, od čega na mrtvi prostor za prihvat nanosa otpada 2,2 milijuna m3.
Prag preljeva je na 41 metru nadmorske visine.
Voda iz sustava Butonige distribuira se prema potrošačima u Pazinu, Poreču i Rovinju. Kapacitet vodoopskrbe je 1000 l/s.
| Slike jezera, pogled sa zapada, iz Ukotića     | Slike jezera, pogled sa zapada, iz Ukotića   | Slike jezera, pogled sa zapada, iz Ukotića |
| ---------------------------------------------- | -------------------------------------------- | ------------------------------------------ |
|                                                |                                              |                                            |
| Jezero pri normalnom vodostaju (svibanj 2011.) | Jezero pri niskom vodostaju (listopad 2012.) | Zaleđeno jezero (veljača 2012.)            |

## Vanjske poveznice
- Podaci o jezeru Butoniga na web stranici Geographical Names